# Malwina Leśkiewicz
Malwina Leśkiewicz (ur. 30 maja 1989 w Kwidzynie), polski piłkarka ręczna, reprezentantka kraju, grająca na pozycji skrzydłowej lub rozgrywającej.
29 czerwca 2012 podpisała kontrakt z Slagelse FH, drużyną występującą w duńskiej lidze.